# Laliad
Laliad fou un petit estat tributari protegit al prant de Jhalawar, a l'agència de Kathiawar, presidència de Bombai, format per un sol poble amb dos propietaris. La superfície era de 10 km² i la població de 783 habitants el 1881. Els ingressos estimats eren de 285 lliures dels quals 36 lliures es pagaven com a tribut al govern britànic. La capital era Laliad avui un poble de la taluka Chuda al districte de Surendranagar al Gujarat.